# Estrilda atricapilla
Estrilda atricapilla là một loài chim trong họ Estrildidae.